# Otto Hass
Otto Hass (* 1938 in den Ostgebieten des Deutschen Reiches) ist ein deutscher Mathematiker mit den Spezialgebieten Finanzmathematik und Wirtschaftsmathematik.

## Leben und Karriere
Hass absolvierte seine frühe Schulbildung an verschiedenen Orten in Deutschland. Nach dem Abitur in Speyer studierte er Mathematik, Philosophie und Theologie an der Universität Heidelberg und der Friedrich-Alexander-Universität Erlangen-Nürnberg (FAU). Das Mathematikstudium schloss er mit dem Diplom ab. Anschließend war er zunächst als wissenschaftlicher Mitarbeiter und später als Assistent am Lehrstuhl für Unternehmensführung der Wirtschafts- und Sozialwissenschaftlichen Fakultät (WiSo) der FAU tätig. In der Folge wurde ihm von der Fakultät die Lehre in den propädeutischen Veranstaltungen der Mathematik und ab 1978 auch der Finanzmathematik übertragen, die er bis zu seiner Versetzung in den Ruhestand im Jahre 2003 ausübte. Während seiner Zeit als Professor beendete er zudem sein Theologiestudium und fertigte seine Doktorarbeit an. 1993 wurde er von der Theologischen Fakultät der FAU mit seiner Dissertation „Hermann Strathmann. Christliches Denken und Handeln in bewegter Zeit“ promoviert. Im Laufe seiner Tätigkeit veröffentlichte er zahlreiche Publikationen und Beiträge in Fachzeitschriften. Dabei arbeitete er unter anderem mit dem Wirtschaftsmathematiker Norman Fickel und dem Inhaber des Lehrstuhls für Volkswirtschaftslehre der FAU, Werner Lachmann, einem Experten für  Wirtschafts- und Entwicklungspolitik, zusammen, den er seit dessen Berufung auf den Lehrstuhl im Jahre 1992 kennt.
Otto Hass genoss bei seinen Studenten einen ausgezeichneten Ruf, da er auch komplizierte Sachverhalte leicht verständlich erklären konnte.
Im Ruhestand predigte er gelegentlich in der evangelischen Erlöserkirche im Nürnberger Stadtteil Leyh.

## Publikationen (Auswahl)
- Operations research
- 1986: Finanzmathematik (1. Auflage)
- 1988: Finanzmathematik (2. Auflage)
- 1990: Finanzmathematik (3. Auflage)
- 1993: Hermann Strathmann. Christliches Denken und Handeln in bewegter Zeit. (Dissertation)
- 1995: Finanzmathematik (4. Auflage)
- 1998: Finanzmathematik (5. Auflage)
- 2000: Finanzmathematik (6. Auflage)
- 2002: Finanzmathematik (7. Auflage)
- 2005: Aufgaben zur Mathematik für Wirtschaftswissenschaftler (1. Auflage)
- 2006: Finanzmathematik (8. Auflage; bei zwei verschiedenen Verlagen erschienen)
- 2006: Theorie der Wissenschaftspolitik, Entwicklungspolitik und Wirtschaftsethik: Festschrift für Werner Lachmann zum 65. Geburtstag
- 2007: Aufgaben zur Mathematik für Wirtschaftswissenschaftler (2. Auflage; bei zwei verschiedenen Verlagen erschienen)
- 2012: Finanzmathematik (9. Auflage)
- 2012: Aufgaben zur Mathematik für Wirtschaftswissenschaftler (3. Auflage; bei zwei verschiedenen Verlagen erschienen)